# Élections municipales de 2020 en Savoie
Le premier tour des élections municipales a lieu le 15 mars 2020 dans la Savoie.
Le report du second tour des élections a été annoncé par le président Emmanuel Macron le 16 mars 2020 à la suite de la crise sanitaire liée à la propagation du coronavirus (COVID-19). Le ministre de l'Intérieur Christophe Castaner annonce le même jour la validation des résultats du premier tour.
Le second tour dans les communes concernées se déroule le 28 juin 2020.
Les informations suivantes concernent les seules communes de plus de 4 000 habitants situées dans le département de la Savoie.

## Maires sortants et maires élus (villes de plus de4 000 habitants)
À l'exception d'Albertville, la gauche parvient à reprendre Chambéry et Le Bourget-du-Lac, perdues lors du scrutin précédent. La gauche s'impose également à Barberaz, tandis que la droite abandonne La Ravoire et Challes-les-Eaux à des candidats centristes. Malgré ces déconvenues, la droite reste légèrement majoritaire dans le département en nombre de maires. On notera enfin la perte de l'unique ville détenue par le parti présidentiel La République en marche, à Saint-Jean-de-Maurienne.
| Commune                 | Population | Maire sortant              | Parti | Parti | Maire élu                  | Parti | Parti |
| ----------------------- | ---------- | -------------------------- | ----- | ----- | -------------------------- | ----- | ----- |
| Chambéry                | 58 919     | Michel Dantin              |       | LR    | Thierry Repentin           |       | PS    |
| Aix-les-Bains           | 29 794     | Renaud Beretti             |       | LR    | Renaud Beretti             |       | LR    |
| Albertville             | 18 899     | Frédéric Burnier-Framboret |       | DVD   | Frédéric Burnier Framboret |       | DVD   |
| La Motte-Servolex       | 11 826     | Luc Berthoud               |       | LR    | Luc Berthoud               |       | LR    |
| La Ravoire              | 8 457      | Frédéric Bret              |       | DVD   | Alexandre Gennaro          |       | DVD   |
| Saint-Jean-de-Maurienne | 7 746      | Pierre-Marie Charvoz       |       | LREM  | Philippe Rollet            |       | DVD   |
| Bourg-Saint-Maurice     | 7 302      | Michel Giraudy             |       | DVD   | Guillaume Desrues          |       | DVG   |
| Ugine                   | 7 039      | Franck Lombard             |       | DVD   | Franck Lombard             |       | DVD   |
| Entrelacs               | 6 268      | Bernard Marin              |       | DVD   | Jean-François Braissand    |       | DVD   |
| Cognin                  | 6 204      | Florence Vallin-Balas      |       | PS    | Franck Morat               |       | PS    |
| Saint-Alban-Leysse      | 6 007      | Michel Dyen                |       | DVD   | Michel Dyen                |       | DVD   |
| Challes-les-Eaux        | 5 590      | Josette Rémy               |       | DVD   | Josette Remy               |       | DVD   |
| Le Bourget-du-Lac       | 4 866      | Marie-Pierre François      |       | DVD   | Nicole Mercat              |       | DVG   |
| Barberaz                | 4 717      | David Dubonnet             |       | LR    | Arthur Boix-Neveu          |       | G.s   |
| Grésy-sur-Aix           | 4 545      | Robert Clerc               |       | DVD   | Florian Maitre             |       | DVD   |
| Bassens                 | 4 466      | Alain Thieffenat           |       | DVD   | Alain Thieffenat           |       | DVD   |
| Aime-la-Plagne          | 4 443      | Corine Maironi-Gonthier    |       | DVG   | Corine Maironi Gonthier    |       | DVG   |
| Montmélian              | 4 123      | Béatrice Santais           |       | PS    | Béatrice Santais           |       | PS    |
| Valgelon-La Rochette    | 4 111      | André Durand               |       | UDI   | André Durand               |       | UDI   |

### Résultats en nombre de maires
| Partis       | Partis                               | Maires sortants | Maires élus | Évolution     |
| ------------ | ------------------------------------ | --------------- | ----------- | ------------- |
|              | Parti socialiste                     | 2               | 1           | 1             |
|              | Parti radical de gauche              | 0               | 0           | en stagnation |
|              | Parti communiste français            | 0               | 0           | en stagnation |
|              | La France insoumise                  | 0               | 0           | en stagnation |
|              | Divers gauche                        | 1               | 5           | 4             |
|              | Mouvement républicain et citoyen     | 0               | 0           | en stagnation |
|              | Europe Écologie Les Verts            | 0               | 0           | en stagnation |
| Total gauche | Total gauche                         | 3               | 6           | 3             |
|              | Divers droite                        | 8               | 9           | 1             |
|              | Les Républicains                     | 4               | 0           | 4             |
|              | Union des démocrates et indépendants | 1               | 0           | 1             |
|              | Les Centristes                       | 0               | 0           | en stagnation |
| Total droite | Total droite                         | 13              | 9           | 4             |
|              | Mouvement radical                    | 0               | 0           | en stagnation |
|              | La République en marche              | 1               | 0           | 1             |
|              | Mouvement démocrate                  | 0               | 0           | en stagnation |
|              | Divers centre                        | 0               | 2           | 2             |
| Total centre | Total centre                         | 1               | 2           | 1             |
|              | Sans étiquette                       | 2               | 2           | 0             |
| Total        | Total                                | 19              | 19          | -             |

## Résultats dans les communes de plus de4 000 habitants

### Aime-la-Plagne
- Maire sortant : Corine Maironi-Gonthier (DVG)

|                          |                          |                          |              |              |        |        |  |  |  |
| Tête de liste            | Tête de liste            | Liste                    | Premier tour | Premier tour | Sièges | Sièges |  |  |  |
| Tête de liste            | Tête de liste            | Liste                    | Voix         | %            | CM     | CC     |  |  |  |
|                          | Corine Maironi-Gonthier  | DVG                      | 1 043        | 55,41        | 23     | 9      |  |  |  |
|                          | Jacques Duc              | DVC                      | 839          | 44,58        | 6      | 3      |  |  |  |
|                          |                          |                          |              |              |        |        |  |  |  |
| Votes valides            | Votes valides            | Votes valides            | 1 882        | 94,95        |        |        |  |  |  |
| Votes blancs             | Votes blancs             | Votes blancs             | 60           | 3,03         |        |        |  |  |  |
| Votes nuls               | Votes nuls               | Votes nuls               | 40           | 2,02         |        |        |  |  |  |
| Total                    | Total                    | Total                    | 1 982        | 100          | 19     | 1      |  |  |  |
| Abstention               | Abstention               | Abstention               | 1 910        | 49,08        |        |        |  |  |  |
| Inscrits / participation | Inscrits / participation | Inscrits / participation | 3 892        | 50,92        |        |        |  |  |  |

### Aix-les-Bains
- Maire sortant : Renaud Beretti (LR)

|                          |                          |                          |              |              |        |        |  |  |  |
| Tête de liste            | Tête de liste            | Liste                    | Premier tour | Premier tour | Sièges | Sièges |  |  |  |
| Tête de liste            | Tête de liste            | Liste                    | Voix         | %            | CM     | CC     |  |  |  |
|                          | Renaud Beretti           | LR                       | 4 627        | 54,68        | 28     | 18     |  |  |  |
|                          | Marina Ferrari           | MoDem-LREM-Agir          | 1 936        | 22,88        | 4      | 2      |  |  |  |
|                          | Dominique Fié            | LFI-EELV-PCF-PG          | 976          | 11,53        | 2      | 1      |  |  |  |
|                          | André Gimenez            | SE                       | 922          | 10,89        | 1      | 1      |  |  |  |
|                          |                          |                          |              |              |        |        |  |  |  |
| Votes valides            | Votes valides            | Votes valides            | 8 461        | 97,58        |        |        |  |  |  |
| Votes blancs             | Votes blancs             | Votes blancs             | 69           | 0,80         |        |        |  |  |  |
| Votes nuls               | Votes nuls               | Votes nuls               | 141          | 1,63         |        |        |  |  |  |
| Total                    | Total                    | Total                    | 8 671        | 100          | 35     | 22     |  |  |  |
| Abstention               | Abstention               | Abstention               | 13 995       | 61,74        |        |        |  |  |  |
| Inscrits / participation | Inscrits / participation | Inscrits / participation | 22 666       | 38,26        |        |        |  |  |  |

### Albertville
- Maire sortant : Frédéric Burnier-Framboret (DVD)

|                          | Frédéric Burnier-Framboret | DVD                      | 1 943  | 53,32 | 26 | 17 |  |  |
|                          | Laurent Graziano           | DVG-PS-EÉLV-PCF          | 1 275  | 34,98 | 6  | 4  |  |  |
|                          | Esman Ergül                | LREM-MODEM-MR            | 235    | 6,44  | 1  | 0  |  |  |
|                          | Pierre Daniel Biguet       | DVG                      | 191    | 5,24  | 0  | 0  |  |  |
|                          |                            |                          |        |       |    |    |  |  |
| Votes valides            | Votes valides              | Votes valides            | 3 644  | 97,62 |    |    |  |  |
| Votes blancs             | Votes blancs               | Votes blancs             | 36     | 0,96  |    |    |  |  |
| Votes nuls               | Votes nuls                 | Votes nuls               | 53     | 1,42  |    |    |  |  |
| Total                    | Total                      | Total                    | 3 733  | 100   | 33 | 21 |  |  |
| Abstention               | Abstention                 | Abstention               | 7 041  | 65,35 |    |    |  |  |
| Inscrits / participation | Inscrits / participation   | Inscrits / participation | 10 774 | 34,65 |    |    |  |  |

### Barberaz
- Maire sortant : David Dubonnet

| Tête de liste            | Tête de liste            | Liste                    | Premier tour | Premier tour | Second tour | Second tour | Sièges | Sièges |
| Tête de liste            | Tête de liste            | Liste                    | Voix         | %            | Voix        | %           | CM     | CC     |
| ------------------------ | ------------------------ | ------------------------ | ------------ | ------------ | ----------- | ----------- | ------ | ------ |
|                          | Arthur Boix-Neveu        | DVG                      | 577          | 35,26        | 851         | 44,02       | 20     | 2      |
|                          | David Dubonnet           | DVC                      | 575          | 35,14        | 706         | 36,52       | 5      | 0      |
|                          | Nathalie Laumonnier      | DVD                      | 484          | 29,58        | 376         | 19,45       | 2      | 0      |
|                          |                          |                          |              |              |             |             |        |        |
| Votes valides            | Votes valides            | Votes valides            | 1 636        | 97,91        | 1 933       | 98,72       |        |        |
| Votes blancs             | Votes blancs             | Votes blancs             | 18           | 1,08         | 19          | 0,97        |        |        |
| Votes nuls               | Votes nuls               | Votes nuls               | 17           | 1,02         | 6           | 0,31        |        |        |
| Total                    | Total                    | Total                    | 1 671        | 100          | 1 958       | 100         | 27     | 2      |
| Abstention               | Abstention               | Abstention               | 1 973        | 54,14        | 1 695       | 46,40       |        |        |
| Inscrits / participation | Inscrits / participation | Inscrits / participation | 3 644        | 45,86        | 3 653       | 53,60       |        |        |

### Bassens
- Maire sortant : Alain Thieffenat

| Tête de liste | Tête de liste    | Liste       | Premier tour | Premier tour | Sièges | Sièges |
| Tête de liste | Tête de liste    | Liste       | Voix         | %            | CM     | CC     |
| ------------- | ---------------- | ----------- | ------------ | ------------ | ------ | ------ |
|               | Alain Thieffenat | DVD         | 688          | 52,23        | 21     | 2      |
|               | Jean-Pierre Buet | DVG         | 629          | 47,76        | 6      | 0      |
|               |                  |             |              |              |        |        |
| Inscrits      | Inscrits         | Inscrits    | 3 135        | 100,00       |        |        |
| Abstentions   | Abstentions      | Abstentions | 1 793        | 57,19        |        |        |
| Votants       | Votants          | Votants     | 1 342        | 42,81        |        |        |
| Blancs        | Blancs           | Blancs      | 16           | 1,19         |        |        |
| Nuls          | Nuls             | Nuls        | 9            | 0,67         |        |        |
| Exprimés      | Exprimés         | Exprimés    | 1 317        | 98,14        |        |        |

### Bourg-Saint-Maurice
- Maire sortant : Michel Giraudy (DVD)

| Tête de liste            | Tête de liste            | Liste                    | Premier tour | Premier tour | Second tour | Second tour | Sièges | Sièges |
| Tête de liste            | Tête de liste            | Liste                    | Voix         | %            | Voix        | %           | CM     | CC     |
| ------------------------ | ------------------------ | ------------------------ | ------------ | ------------ | ----------- | ----------- | ------ | ------ |
|                          | Guillaume Desrues        | DIV                      | 1 111        | 45,85        | 1 734       | 62,55       | 24     | 6      |
|                          | Michel Giraudy           | DVD                      | 862          | 35,57        | 1 038       | 37,44       | 5      | 2      |
|                          | Daniel Payot             | DIV                      | 450          | 18,57        |             |             |        |        |
|                          |                          |                          |              |              |             |             |        |        |
| Votes valides            | Votes valides            | Votes valides            | 2 423        | 98,10        | 2 772       | 97,99       |        |        |
| Votes blancs             | Votes blancs             | Votes blancs             | 18           | 0,73         | 38          | 1,34        |        |        |
| Votes nuls               | Votes nuls               | Votes nuls               | 29           | 1,17         | 19          | 0,67        |        |        |
| Total                    | Total                    | Total                    | 2 470        | 100          | 2 829       | 100         | 29     | 10     |
| Abstention               | Abstention               | Abstention               | 2 622        | 51,49        | 2 281       | 44,64       |        |        |
| Inscrits / participation | Inscrits / participation | Inscrits / participation | 5 092        | 48,51        | 5 110       | 55,36       |        |        |

### Challes-les-Eaux
- Maire sortant : Josette Rémy (DVD)

| Tête de liste | Tête de liste | Liste       | Premier tour | Premier tour | Sièges | Sièges |
| Tête de liste | Tête de liste | Liste       | Voix         | %            | CM     | CC     |
| ------------- | ------------- | ----------- | ------------ | ------------ | ------ | ------ |
|               | Josette Rémy  | DVC         | 902          | 100,00       | 29     | 2      |
|               |               |             |              |              |        |        |
| Inscrits      | Inscrits      | Inscrits    | 4 089        | 100,00       |        |        |
| Abstentions   | Abstentions   | Abstentions | 3 053        | 74,66        |        |        |
| Votants       | Votants       | Votants     | 1 036        | 25,34        |        |        |
| Blancs        | Blancs        | Blancs      | 68           | 6,56         |        |        |
| Nuls          | Nuls          | Nuls        | 66           | 6,37         |        |        |
| Exprimés      | Exprimés      | Exprimés    | 902          | 87,07        |        |        |

### Chambéry
- Maire sortant : Michel Dantin (LR)

| Tête de liste            | Tête de liste            | Liste                    | Premier tour | Premier tour | Second tour | Second tour | Sièges | Sièges |
| Tête de liste            | Tête de liste            | Liste                    | Voix         | %            | Voix        | %           | CM     | CC     |
| ------------------------ | ------------------------ | ------------------------ | ------------ | ------------ | ----------- | ----------- | ------ | ------ |
|                          | Thierry Repentin         | DVG-PS-UDI               | 2 797        | 22,63        | 6 559       | 52,75       | 35     | 23     |
|                          | Aurélie Le Meur          | EELV                     | 2 775        | 22,46        | 6 559       | 52,75       | 35     | 23     |
|                          | Michel Dantin            | LR                       | 4 619        | 37,38        | 5 875       | 47,24       | 10     | 7      |
|                          | Sarah Hamoudi-Wilkowsky  | LFI-PCF-G.s              | 1 032        | 8,35         |             |             | 0      | 0      |
|                          | Christian Saint André    | LREM                     | 748          | 6,05         | 0           | 0           |        |        |
|                          | Laurent Ripart           | NPA                      | 245          | 1,98         | 0           | 0           |        |        |
|                          | Marie Ducruel            | LO                       | 132          | 1,12         | 0           | 0           |        |        |
|                          |                          |                          |              |              |             |             |        |        |
| Votes valides            | Votes valides            | Votes valides            | 12 355       | 97,98        | 12 434      | 97,61       |        |        |
| Votes blancs             | Votes blancs             | Votes blancs             | 100          | 0,79         | 164         | 1,29        |        |        |
| Votes nuls               | Votes nuls               | Votes nuls               | 155          | 1,23         | 141         | 1,11        |        |        |
| Total                    | Total                    | Total                    | 12 610       | 100          | 12 739      | 100         | 45     | 30     |
| Abstention               | Abstention               | Abstention               | 19 763       | 61,05        | 19 700      | 60,73       |        |        |
| Inscrits / participation | Inscrits / participation | Inscrits / participation | 32 373       | 38,95        | 32 439      | 39,27       |        |        |

### Cognin
- Maire sortant : Florence Vallin-Balas (PS) ne se représente pas

| Tête de liste | Tête de liste   | Liste       | Premier tour | Premier tour | Sièges | Sièges |
| Tête de liste | Tête de liste   | Liste       | Voix         | %            | CM     | CC     |
| ------------- | --------------- | ----------- | ------------ | ------------ | ------ | ------ |
|               | Franck Morat    | DVG         | 1 109        | 55,78        | 23     | 2      |
|               | Lionel Mithieux | DVC         | 879          | 44,21        | 6      | 1      |
|               |                 |             |              |              |        |        |
| Inscrits      | Inscrits        | Inscrits    | 4 170        | 100,00       |        |        |
| Abstentions   | Abstentions     | Abstentions | 2 136        | 51,22        |        |        |
| Votants       | Votants         | Votants     | 2 034        | 48,78        |        |        |
| Blancs        | Blancs          | Blancs      | 21           | 1,03         |        |        |
| Nuls          | Nuls            | Nuls        | 25           | 1,23         |        |        |
| Exprimés      | Exprimés        | Exprimés    | 1 988        | 97,74        |        |        |

### Entrelacs
- Maire sortant : Bernard Marin (SE) ne se représente pas

| Tête de liste | Tête de liste            | Liste       | Premier tour | Premier tour | Sièges | Sièges |
| Tête de liste | Tête de liste            | Liste       | Voix         | %            | CM     | CC     |
| ------------- | ------------------------ | ----------- | ------------ | ------------ | ------ | ------ |
|               | Jean-François Braissand  | DVD         | 1 269        | 59,57        | 27     | 5      |
|               | Dominique Sardet         | DVD         | 568          | 26,66        | 4      | 0      |
|               | Sébastien Pignier-Tracol | DVC         | 293          | 13,75        | 2      | 0      |
|               |                          |             |              |              |        |        |
| Inscrits      | Inscrits                 | Inscrits    | 4 873        | 100,00       |        |        |
| Abstentions   | Abstentions              | Abstentions | 2 664        | 54,67        |        |        |
| Votants       | Votants                  | Votants     | 2 209        | 45,33        |        |        |
| Blancs        | Blancs                   | Blancs      | 28           | 1,27         |        |        |
| Nuls          | Nuls                     | Nuls        | 51           | 2,31         |        |        |
| Exprimés      | Exprimés                 | Exprimés    | 2 130        | 96,42        |        |        |

### Grésy-sur-Aix
- Maire sortant : Robert Clerc (DVD) ne se représente pas

| Tête de liste | Tête de liste  | Liste       | Premier tour | Premier tour | Sièges | Sièges |
| Tête de liste | Tête de liste  | Liste       | Voix         | %            | CM     | CC     |
| ------------- | -------------- | ----------- | ------------ | ------------ | ------ | ------ |
|               | Florian Maitre | DVD         | 914          | 100,00       | 27     | 4      |
|               |                |             |              |              |        |        |
| Inscrits      | Inscrits       | Inscrits    | 3 310        | 100,00       |        |        |
| Abstentions   | Abstentions    | Abstentions | 2 314        | 69,91        |        |        |
| Votants       | Votants        | Votants     | 996          | 30,09        |        |        |
| Blancs        | Blancs         | Blancs      | 30           | 3,01         |        |        |
| Nuls          | Nuls           | Nuls        | 52           | 5,22         |        |        |
| Exprimés      | Exprimés       | Exprimés    | 914          | 91,77        |        |        |

### La Motte-Servolex
- Maire sortant : Luc Berthoud (LR)

|             | Luc Berthoud | DVD         | 2 586 | 100,00 | 33 | 5 |  |  |
|             |              |             |       |        |    |   |  |  |
| Inscrits    | Inscrits     | Inscrits    | 8 839 | 100,0  |    |   |  |  |
| Abstentions | Abstentions  | Abstentions | 6 026 | 68,18  |    |   |  |  |
| Votants     | Votants      | Votants     | 2 813 | 31,82  |    |   |  |  |
| Blancs      | Blancs       | Blancs      | 108   | 3,84   |    |   |  |  |
| Nuls        | Nuls         | Nuls        | 119   | 4,23   |    |   |  |  |
| Exprimés    | Exprimés     | Exprimés    | 2 586 | 91,93  |    |   |  |  |

### La Ravoire
- Maire sortant : Frédéric Bret (DVD)

| Tête de liste            | Tête de liste            | Liste                    | Premier tour | Premier tour | Second tour | Second tour | Sièges | Sièges |
| Tête de liste            | Tête de liste            | Liste                    | Voix         | %            | Voix        | %           | CM     | CC     |
| ------------------------ | ------------------------ | ------------------------ | ------------ | ------------ | ----------- | ----------- | ------ | ------ |
|                          | Alexandre Gennaro        | DVC                      | 916          | 38,27        | 1 036       | 40,88       | 21     | 3      |
|                          | Frédéric Bret            | DVD                      | 757          | 31,63        | 836         | 32,99       | 5      | 1      |
|                          | Viviane Coquillaux       | DVG                      | 720          | 30,08        | 662         | 26,12       | 3      | 0      |
|                          |                          |                          |              |              |             |             |        |        |
| Votes valides            | Votes valides            | Votes valides            | 2 393        | 98,32        | 2 534       | 98,71       |        |        |
| Votes blancs             | Votes blancs             | Votes blancs             | 19           | 0,78         | 15          | 0,58        |        |        |
| Votes nuls               | Votes nuls               | Votes nuls               | 22           | 0,90         | 18          | 0,70        |        |        |
| Total                    | Total                    | Total                    | 2 434        | 100          | 2 567       | 100         | 29     | 4      |
| Abstention               | Abstention               | Abstention               | 3 394        | 58,24        | 3 274       | 56,05       |        |        |
| Inscrits / participation | Inscrits / participation | Inscrits / participation | 5 828        | 41,76        | 5 841       | 43,95       |        |        |

### Le Bourget-du-Lac
- Maire sortant : Marie-Pierre François (DVD)

| Tête de liste            | Tête de liste            | Liste                    | Premier tour | Premier tour | Second tour | Second tour | Sièges | Sièges |
| Tête de liste            | Tête de liste            | Liste                    | Voix         | %            | Voix        | %           | CM     | CC     |
| ------------------------ | ------------------------ | ------------------------ | ------------ | ------------ | ----------- | ----------- | ------ | ------ |
|                          | Nicolas Mercat           | DVG                      | 774          | 47,33        | 805         | 49,63       | 21     | 3      |
|                          | Marie-Pierre François    | DVD                      | 485          | 29,66        | 521         | 32,12       | 4      | 1      |
|                          | Franck Guissant          | DVD                      | 376          | 22,99        | 296         | 18,24       | 2      | 0      |
|                          |                          |                          |              |              |             |             |        |        |
| Votes valides            | Votes valides            | Votes valides            | 1 635        | 97,96        | 1 622       | 98,66       |        |        |
| Votes blancs             | Votes blancs             | Votes blancs             | 14           | 0,84         | 11          | 0,67        |        |        |
| Votes nuls               | Votes nuls               | Votes nuls               | 20           | 1,20         | 11          | 0,67        |        |        |
| Total                    | Total                    | Total                    | 1 669        | 100          | 1 644       | 100         | 27     | 4      |
| Abstention               | Abstention               | Abstention               | 1 529        | 47,81        | 1 557       | 48,64       |        |        |
| Inscrits / participation | Inscrits / participation | Inscrits / participation | 3 198        | 52,19        | 3 201       | 51,36       |        |        |

### Montmélian
- Maire sortant : Béatrice Santais (PS)

|             | Béatrice Santais | DVG         | 695   | 100,00 | 27 | 6 |  |  |
|             |                  |             |       |        |    |   |  |  |
| Inscrits    | Inscrits         | Inscrits    | 2 364 | 100,00 |    |   |  |  |
| Abstentions | Abstentions      | Abstentions | 1 580 | 66,84  |    |   |  |  |
| Votants     | Votants          | Votants     | 784   | 33,18  |    |   |  |  |
| Blancs      | Blancs           | Blancs      | 35    | 4,46   |    |   |  |  |
| Nuls        | Nuls             | Nuls        | 54    | 6,89   |    |   |  |  |
| Exprimés    | Exprimés         | Exprimés    | 695   | 88,65  |    |   |  |  |

### Saint-Alban-Leysse
- Maire sortant : Michel Dyen

|             | Michel Dyen  | DVD         | 1 097 | 56,14  | 23 | 2 |  |  |
|             | Alain Saurel | DVD         | 857   | 43,85  | 6  | 1 |  |  |
|             |              |             |       |        |    |   |  |  |
| Inscrits    | Inscrits     | Inscrits    | 4 892 | 100,00 |    |   |  |  |
| Abstentions | Abstentions  | Abstentions | 2 868 | 58,63  |    |   |  |  |
| Votants     | Votants      | Votants     | 2 024 | 41,37  |    |   |  |  |
| Blancs      | Blancs       | Blancs      | 44    | 2,17   |    |   |  |  |
| Nuls        | Nuls         | Nuls        | 26    | 1,28   |    |   |  |  |
| Exprimés    | Exprimés     | Exprimés    | 1 954 | 96,54  |    |   |  |  |

### Saint-Jean-de-Maurienne
- Maire sortant : Pierre-Marie Charvoz (LREM)

|             | Philippe Rollet      | DIV         | 1 329 | 56,45  | 23 | 15 |  |  |
|             | Pierre-Marie Charvoz | LREM        | 674   | 28,63  | 4  | 3  |  |  |
|             | Marie Dauchy         | RN          | 351   | 14,91  | 2  | 1  |  |  |
|             |                      |             |       |        |    |    |  |  |
| Inscrits    | Inscrits             | Inscrits    | 4 831 | 100,00 |    |    |  |  |
| Abstentions | Abstentions          | Abstentions | 2 411 | 49,91  |    |    |  |  |
| Votants     | Votants              | Votants     | 2 420 | 50,09  |    |    |  |  |
| Blancs      | Blancs               | Blancs      | 32    | 1,32   |    |    |  |  |
| Nuls        | Nuls                 | Nuls        | 34    | 1,40   |    |    |  |  |
| Exprimés    | Exprimés             | Exprimés    | 2 354 | 97,27  |    |    |  |  |

### Ugine
- Maire sortant : Franck Lombard (DVD)

|             | Franck Lombard | DVD         | 1 370 | 77,53  | 26 | 7 |  |  |
|             | Agnès Crepy    | DVG         | 397   | 22,46  | 3  | 0 |  |  |
|             |                |             |       |        |    |   |  |  |
| Inscrits    | Inscrits       | Inscrits    | 4 971 | 100,00 |    |   |  |  |
| Abstentions | Abstentions    | Abstentions | 3 105 | 62,46  |    |   |  |  |
| Votants     | Votants        | Votants     | 1 866 | 37,54  |    |   |  |  |
| Blancs      | Blancs         | Blancs      | 29    | 1,55   |    |   |  |  |
| Nuls        | Nuls           | Nuls        | 70    | 3,75   |    |   |  |  |
| Exprimés    | Exprimés       | Exprimés    | 1 767 | 94,69  |    |   |  |  |

### Valgelon-La Rochette
- Maire sortant : André Durant (UDI) [2019-2020]

|             | André Durant      | DVD         | 604   | 64,66  | 24 | 5 |  |  |
|             | Étienne Chalumeau | DIV         | 330   | 35,33  | 5  | 1 |  |  |
|             |                   |             |       |        |    |   |  |  |
| Inscrits    | Inscrits          | Inscrits    | 2 812 | 100,00 |    |   |  |  |
| Abstentions | Abstentions       | Abstentions | 1 799 | 63,98  |    |   |  |  |
| Votants     | Votants           | Votants     | 1 013 | 36,02  |    |   |  |  |
| Blancs      | Blancs            | Blancs      | 28    | 2,76   |    |   |  |  |
| Nuls        | Nuls              | Nuls        | 51    | 5,03   |    |   |  |  |
| Exprimés    | Exprimés          | Exprimés    | 934   | 92,20  |    |   |  |  |